# Le Secret de maître Cornille
Le Secret de maître Cornille est une nouvelle des Lettres de mon moulin d'Alphonse Daudet. 

## Publication
Le Secret de maître Cornille est initialement publié dans le quotidien L'Événement du 20 octobre 1866, avant d'être inséré dans la première édition en recueil par Hetzel, en 1869, des Lettres de mon moulin.

## Résumé
Le moulin de maître Cornille est le seul encore en activité depuis qu’une minoterie à vapeur s’est installée. Or, depuis longtemps, plus personne ne lui apporte de blé alors que les ailes du moulin continuent de tourner. On découvre que le meunier fait passer pour des sacs de farine de simples sacs de plâtre. Les villageois décident alors d’apporter du blé au moulin. Maître Cornille pleure de joie en les voyant tous arriver ; il avait toujours cru qu'un jour les gens reviendraient chez lui moudre du blé, bien qu'il commençât progressivement à perdre espoir. Durant toute la fin de la vie de maître Cornille, les gens de la région continuèrent à lui apporter régulièrement quelques sacs à moudre, mais quand le vieux meunier mourut, le dernier des moulins à vent s'éteignit avec lui.

## Adaptation
- Le Secret de maître Cornille a été enregistré par Fernandel[3].
- Le secret de maître Cornille est un des sketches du film Les Lettres de mon moulin réalisé par Marcel Pagnol d'après le livre d'Alphonse Daudet.